# Шкляри (Кросненський повіт)
Шкляри (пол. Szklary) — лемківське село у гміні Яслиська у Кросненському повіті Підкарпатського воєводства Польщі.

## Розташування
Знаходиться за 17 км на південний схід від адміністративного центру ґміни Дуклі, за 24 км на південь від адміністративного центру повіту Кросно і за 64 км на південь від воєводського центру Ряшева при воєводській дорозі № 887.

## Історія
Перша згадка про село датована 1470 роком, було закріпачене за волоським правом. Відомо, що на той час село входило до «ключа яслиського» перемиського католицького єпископства. Люди у Шклярах здебільшого займалися виготовленням скла.
Ймовірно через село 1657 року проходили угорські війська Ракоці з обозом, а згодом шведські у 1704-1708 роках. У селі з тих часів залишився вал-могила, яку місцеві називають шведською.
З 1769 по 1772 роки у селі були сили Барської конфедерації. У Шклярах біля серпантину до Королика Волоського залишився обеліск із хрестом на могилі полонених барців. У 1772-1918 рр. — у складі Австро-Угорщини, включене до складу Сяніцького повіту. В 1919-1939 рр. — у складі Польщі, входило до Львівського воєводства.
До 1945 року в селі було чисто лемківське населення: з 480 жителів села — всі 480 українці. Після Другої світової війни лемків депортували.

## Церква
У селі була грекокатолицька дерев’яна церква св. О. Николая, збудована на місці старої в 1894 р., яка була парафіяльною церквою Риманівського деканату Перемишльської єпархії (у 1934-1947 рр. Апостольської адміністрації Лемківщини), хоча в 1848-1930 рр. церква була філіальною від парохії в Дальовій. Метричні книги велися з 1784 р.

## Етнографія
Відомий український фольклорист Філарет Колесса свого часу записав у селі Шкляри пісню «Ей, співала бим собі, шугаю, о тобі». А мовознавець Інституту філології КНУ імені Тараса Шевченка Мирослава Гнатюк аналізувала сучасний стан говірки лемків на основі мови переселенців із села.